# Franklin April
Franklin April (Windhoek, 18 aprile 1984 – Windhoek, 18 ottobre 2015) è stato un calciatore namibiano, di ruolo difensore.
È morto nel 2015 all'età di 31 anni per un attacco di asma.

## Carriera

### Nazionale
Ha collezionato 20 presenze in Nazionale.